# 永和劉家
永和劉家是位於中華民國新北市永和區的地主家族，劉厝範圍包括秀朗路二段、秀朗路三段70巷、自立路17巷以及自立路1巷，形成一個略為方形的地理位置，屬於秀朗地區。永和成功路二段及秀朗路三段交匯處原是劉家秀朗區原址，立有「劉厝」公車站牌，供241、275、688公車靠站。
過去位於秀朗尖山腳地段、下秀朗地段都曾有屬於永和劉家的土地，惟因社會時局變遷，逐漸改建為停車場，或者申請法院拍賣。 今在秀朗路二段181巷尾，尚有幾間臺灣日治時期建築的古厝，是劉姓家族尚未改建的房屋，供奉劉氏祖先的牌位。
永和劉家源出自彭城劉氏郡派，來臺開基祖諱名義直，祖籍福建省泉州府同安縣一枝鄉感化里紅柿腳；劉氏生有四子，在台灣開枝散葉，堂號「彭城」、「拱南」，歷代子孫多有地方聞人及民意代表。 中華民國政府在台灣實施耕者有其田、公地放領政策時，劉氏後人成為永和地主；並在台灣經濟起飛及重新進行都市規劃後，躍升成為大地主。 永和劉氏宗親會固定於每年農曆三月初七（渡臺始祖忌辰）在劉氏祖厝召開宗親會。

## 另見
- 永和蔡家（善茍居）